# Білий Берег (Сафоновський район)
Білий Берег (рос. Белый Берег) — присілок Сафоновського району Смоленської області Росії. Входить до складу Казулінського сільського поселення.
Населення — 0 осіб (2007 рік).
Розташований в північній частині області в 32,5 км на північний схід від Сафонова, та в 1,5 км на схід автодороги М1 «Білорусь» — Холм-Жірковский, на правому березі річки Дніпро. Постійного населення не має. Входить до складу Казулінского сільського поселення.

## Історія
Назва походить від місця розташування села, який розташований на високому пагорбі над річкою Дніпро. Колишнє село Вяземського повіту. Відомо як мінімум з 1650 року (Вяземським поміщиком Прокопієм Жегалова побудована дерев'яна церква). В даний час на березі Дніпра залишилася тільки дзвіниця (цегляна).

## Пам'ятки
- Пам'ятник архітектури: Церква Успіння, початок XIX століття, дзвіниця 1868 року. В даний час збереглася триярусна дзвіниця і четверик храму.